# The Strat Las Vegas
The Strat (Eigenschreibweise The STRAT) ist ein Hotel, ein Casino und ein Aussichtsturm in Las Vegas, Nevada, USA. Das Hotel mit 2.427 Zimmern ist vor allem für den Stratosphere Tower bekannt, das mit 350 m höchste freistehende Bauwerk der USA westlich des Mississippi.

## Lage
The Strat ist das nördlichste der großen Kasinos am Las Vegas Strip, es befindet sich in der Nähe der Innenstadt von Las Vegas.

## Geschichte
Das Projekt wurde von Bob Stupak erdacht, es wurde Mitte der 1990er Jahre erbaut und am 30. April 1996 eröffnet. Stupak musste das Projekt allerdings abgeben, das nun einer von Carl Icahn kontrollierten Firma gehört. Die Baukosten betrugen rund 500 Mio. Dollar.

## Stratosphere Tower
Der Stratosphere Tower ist mit 1149 Fuß (ca. 350 Meter) der höchste freistehende Aussichtsturm der Vereinigten Staaten und birgt in seiner Aussichtsplattform das Top of the World Restaurant. Das Turm- beziehungsweise Drehrestaurant dreht sich innerhalb einer Stunde einmal um seine Achse und bietet dabei einen kompletten Rundblick über Las Vegas und seine Umgebung, bis hinüber zu den Spring Mountains und bis zum 3.630 Meter hohen Charleston Peak.
Oberhalb der Aussichtsplattform befand sich ab dem 30. April 1996 die auf 280 Meter Höhe gelegene Achterbahn High Roller, die bis zum 31. Dezember 2005 die höchstgelegene Achterbahn der Welt war und zwischenzeitlich vollständig abgebaut ist. Mit dem Big Shot kann man sich am Turmmast 40 Meter hochkatapultieren lassen, anschließend kehrt man im freien Fall auf den Ausgangspunkt, hoch über den Dächern von Las Vegas zurück. Bei Big Shot wirken 4g auf den Fahrer, an der Spitze ist man für eine kurze Zeit schwerelos. Die dritte Attraktion am Dach des Turms (seit 2003) heißt X-Scream. Mit dem Fahrgeschäft Insanity – The Ride, eine Art Kettenkarussell, hat man einen freien Blick in die Tiefe. Im Jahr 2005 gab es einen Zwischenfall bei dem Besucher 1,5 Stunden über den Rand des Turms hängend im Fahrgeschäft ausharren mussten, da ein Nothalt aufgrund starken Wind ausgelöst wurde.
Seit 19. April 2010 bietet der Stratosphere Tower den höchsten Sky Jump der Welt an.
Anfang 2019 wurde die Umbenennung des Stratosphere zu The Strat bekanntgegeben. Die Bezeichnung hatte sich zuvor als Spitzname für das Hotel etabliert.

## Bilder

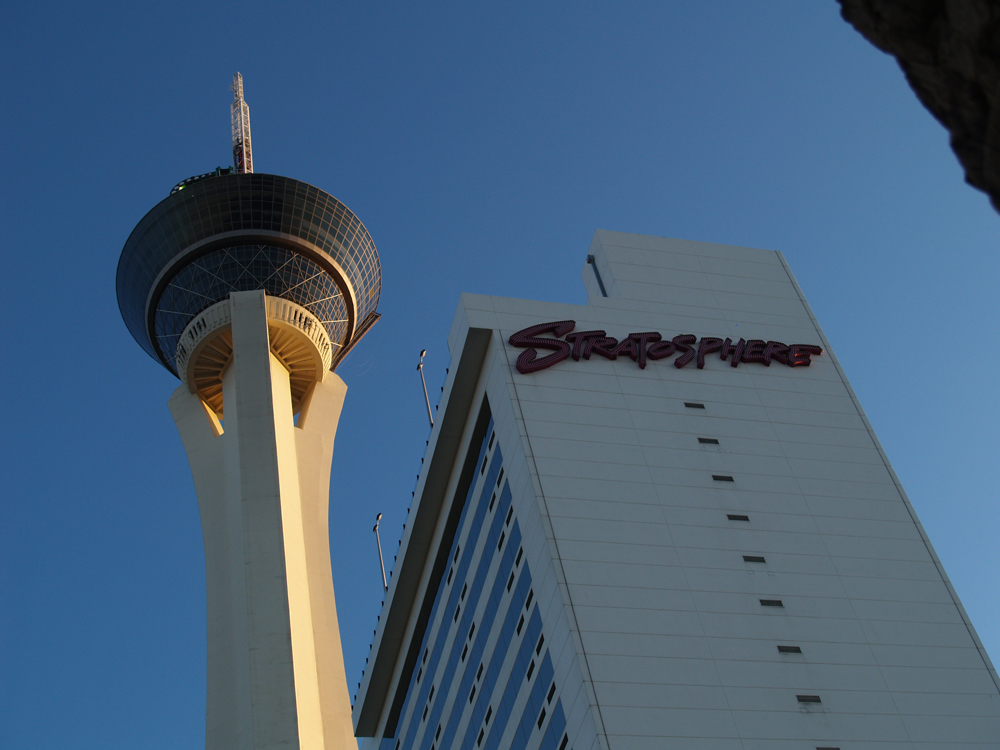
Tower und Hotel
Insanity
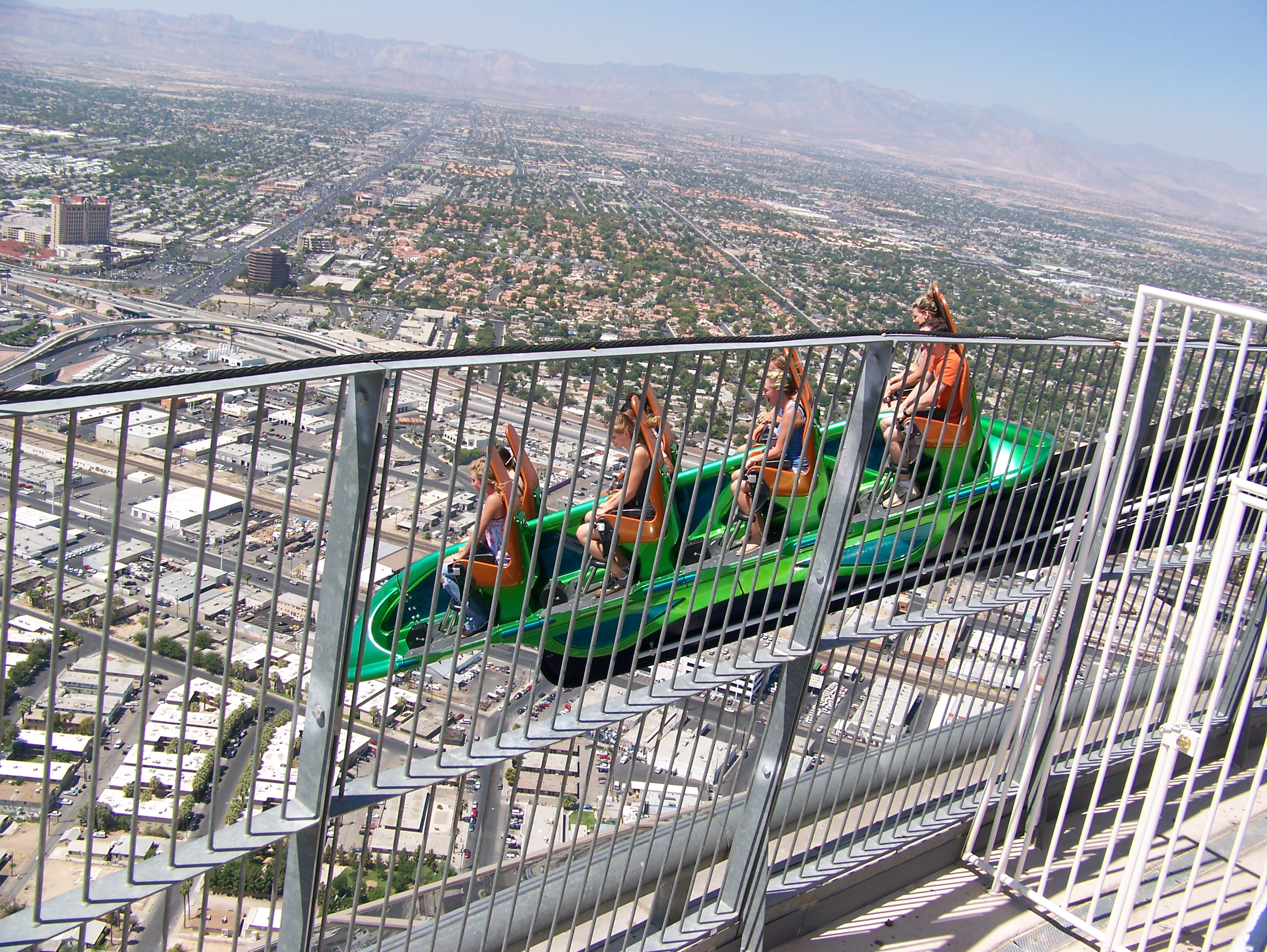
X-Scream
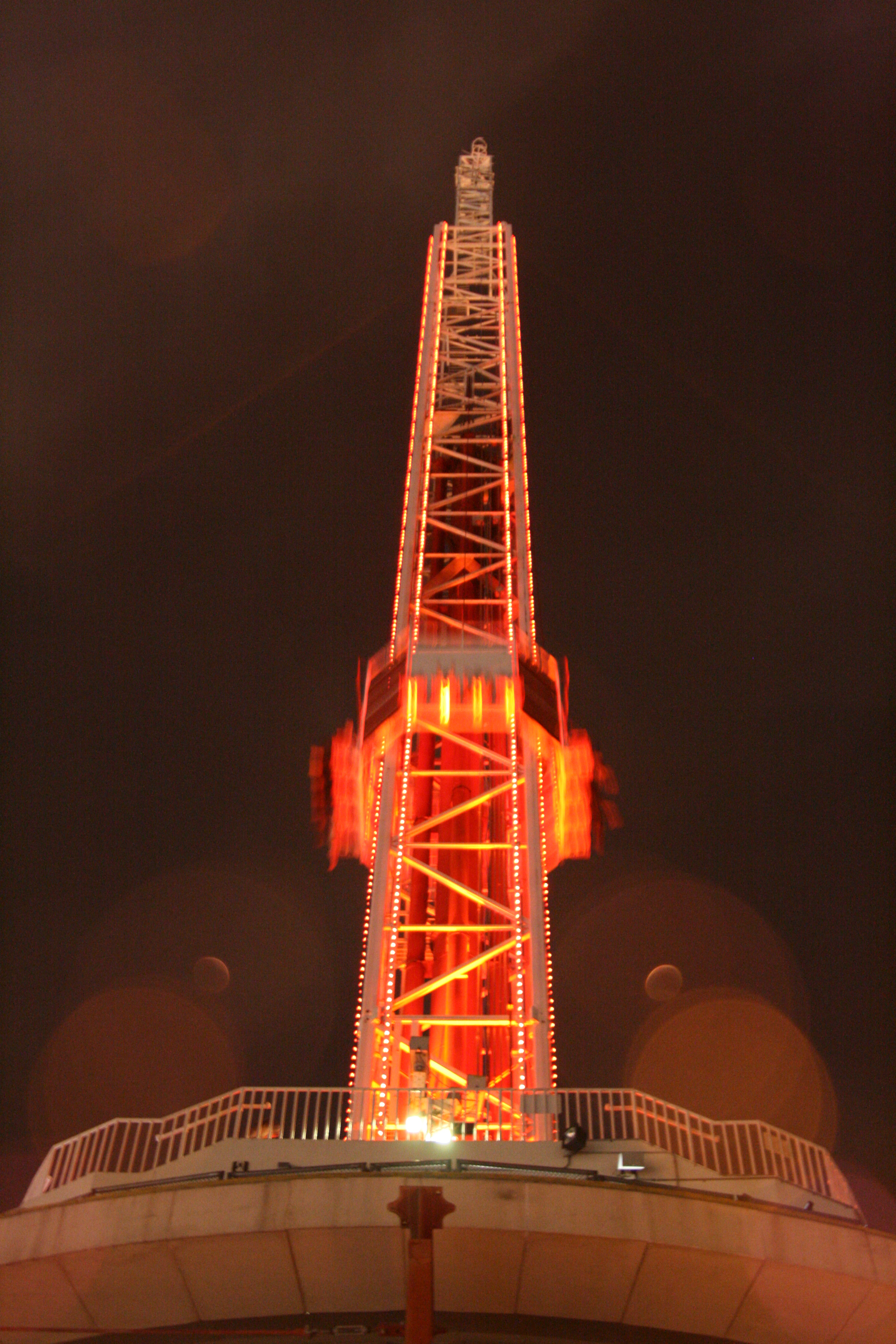
Big Shot
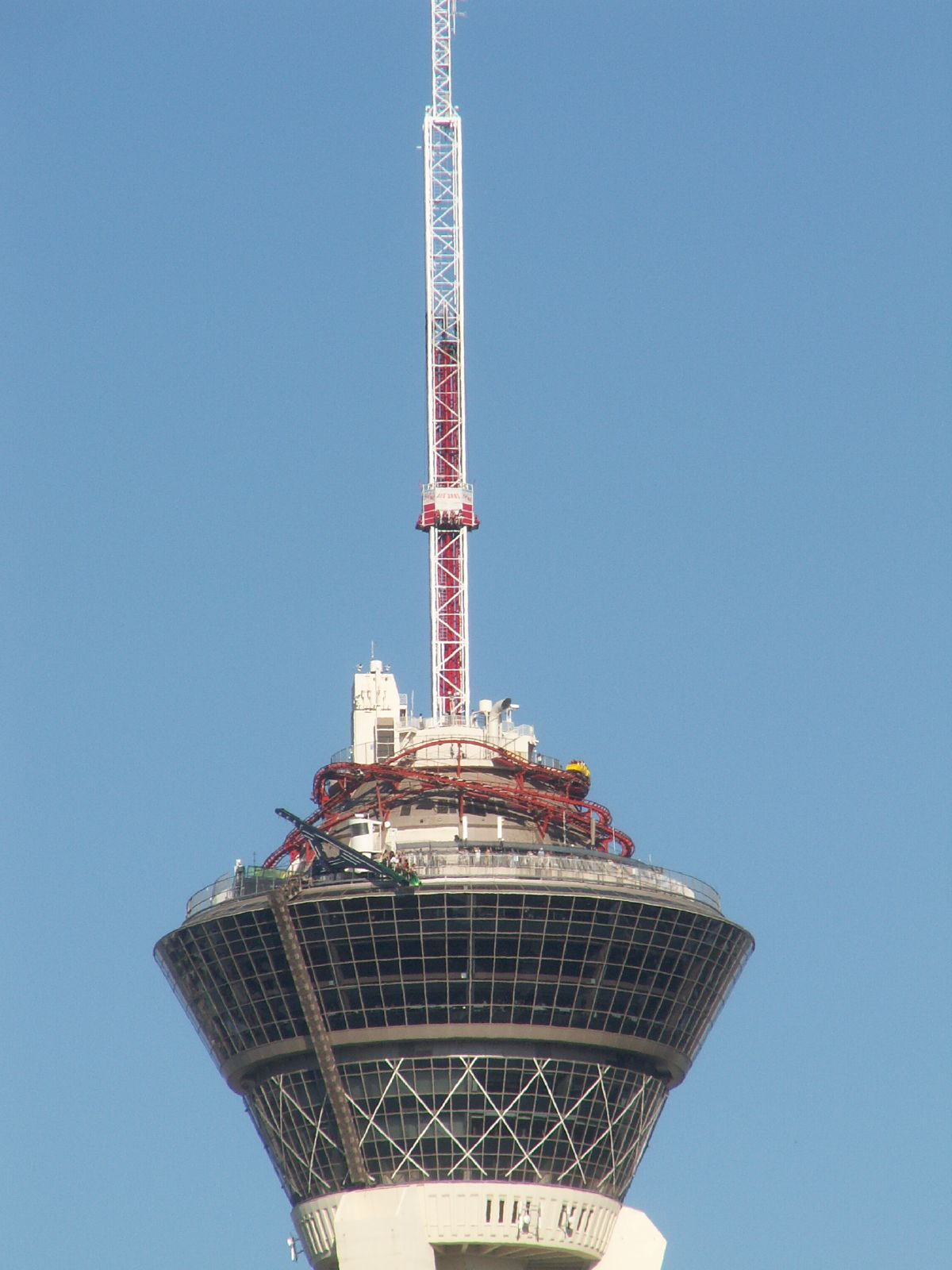
Die Aussichtsplattform des Stratosphere Towers mit High Roller (mittlerweile abgebaut), Big Shot und X-Scream
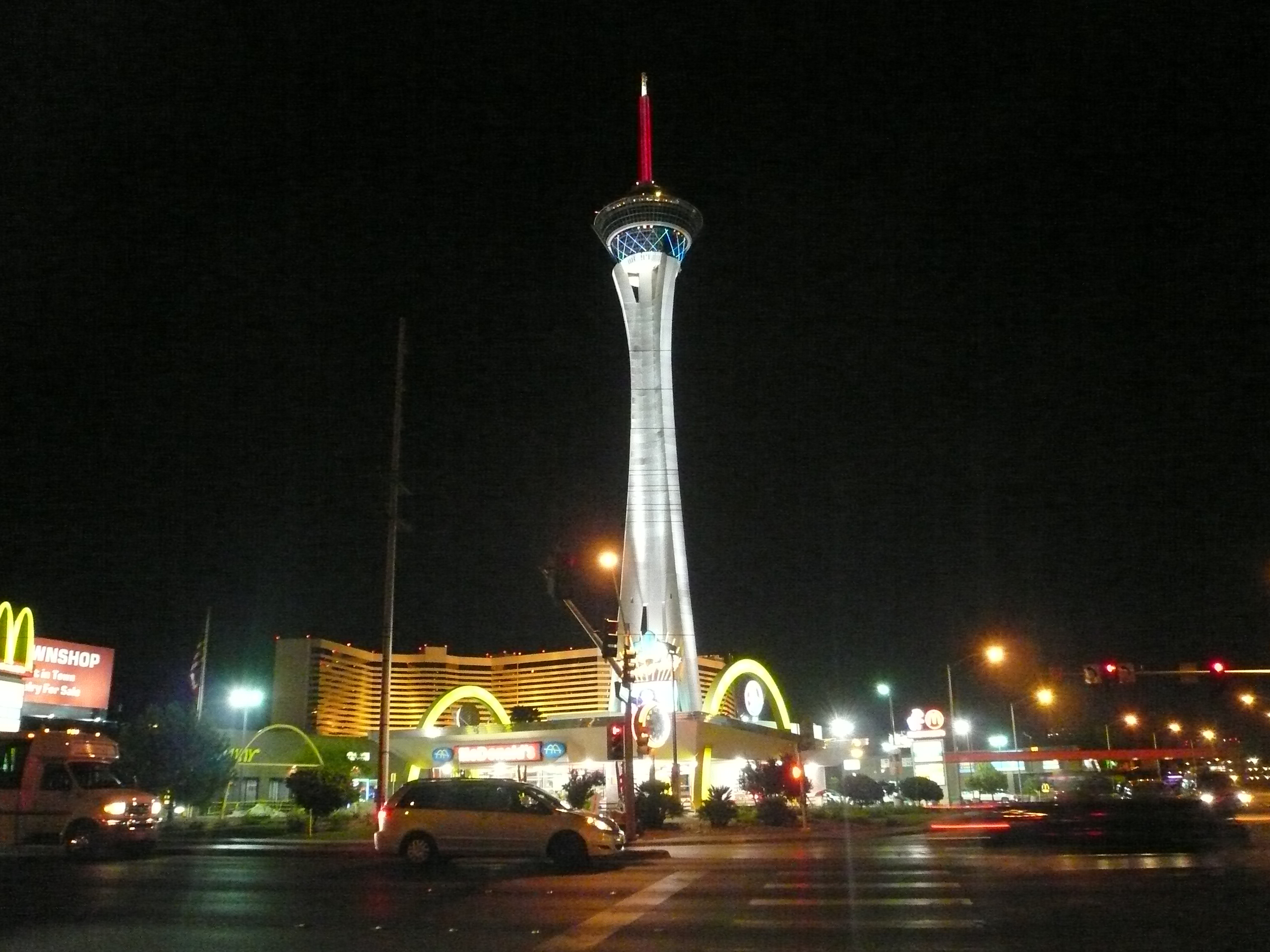
The Strat bei Nacht